# Bruno Martins Indi
Rolando Maximiliano (Bruno) Martins Indi (Barreiro, Portugal, 8 februari 1992) is een Nederlands voetballer die doorgaans als centrale verdediger of linksback speelt. Hij tekende in juli 2021 een contract tot en met juni 2025 bij AZ. Martins Indi debuteerde in 2012 in het Nederlands voetbalelftal. Hij bezit ook een Portugees paspoort.

## Clubcarrière

### Feyenoord
Martins Indi werd geboren in Portugal, maar is oorspronkelijk van Guinee-Bissause afkomst. Hij verhuisde naar Nederland toen hij drie maanden oud was, waar hij kort in Maassluis woonde en opgroeide in de Rotterdamse Tarwewijk, later in Slinge. Hij spreekt vloeiend Portugees. Hij begon zijn voetbalcarrière bij Spartaan'20 in Rotterdam. Hierna stapte hij over naar de jeugd van Feyenoord, waar hij in het seizoen 2009/10 kampioen werd met Feyenoord onder 19. Vanaf het seizoen 2010/2011 maakt hij deel uit van Feyenoord 1, waar hij een contract tekende tot medio 2016.
Hij maakte zijn debuut voor Feyenoord op 19 augustus 2010 in de playoffs voor de UEFA Europa League tegen KAA Gent. Drie dagen later volgde zijn eredivisiedebuut in de uitwedstrijd bij Heracles Almelo.
Voor het seizoen 2011/12 ging Martins Indi de concurrentiestrijd om de linksbackpositie aan met Miquel Nelom en Kaj Ramsteijn, die overgekomen waren van SBV Excelsior. In de voorbereiding lieten alle drie de spelers een goede indruk achter, maar won Kaj Ramsteijn. Na zes wedstrijden raakte Ramsteijn echter zwaar geblesseerd en was de rest van het seizoen niet meer inzetbaar. Nelom of Martins Indi zouden zijn plaats overnemen. Martins Indi kwam als sterkste uit de strijd en ontwikkelde zich snel en goed. Ook in het volgende seizoen bleef Martins Indi linksback en maakte hij zijn debuut in het Nederlands elftal. Martins Indi gaf dat seizoen aan bij Feyenoord niet langer als linksback te willen spelen, mede door de slechte prestaties van de centrale verdediger Joris Mathijsen. Trainer Ronald Koeman dreigde Martins Indi hierom op de bank te zetten. Martins Indi gaf hier geen reactie op en behield zijn plek als linksback.

### FC Porto
Hij vertrok in de zomer van 2014 voor een bedrag van circa €8.000.000,- naar FC Porto. Zijn debuut maakte hij in het vriendschappelijke duel tegen Everton FC (1–1). Martins Indi kreeg direct een basisplaats in het elftal, tot in de eerste weken na de winterstop: toen was hij plotseling zijn vaste plek in de opstelling kwijt. Hij speelde twee seizoenen voor Porto en kwam daarin tot 68 wedstrijden en twee goals.

### Stoke City
FC Porto verhuurde Martins Indi in de zomer van 2016 voor een jaar aan Stoke City. Daar tekende hij een jaar later een contract tot en met juni 2022. De Engelse club betaalde circa €8.450.000,- voor hem aan FC Porto. Dat seizoen degradeerde Martins Indi met Stoke City uit de Premier League. Hij kwam uiteindelijk in vier seizoenen tot 137 wedstrijden voor Stoke, waarin hij twee keer scoorde. Daarmee is hij na Erik Pieters (206) de Nederlander met de meeste wedstrijden voor Stoke. 

### AZ
In oktober 2020 werd Martins Indi voor een seizoen verhuurd aan AZ. Martins Indi maakte op 17 oktober zijn debuut voor AZ in de Eredivisiewedstrijd tegen VVV-Venlo. Op 22 november scoorde hij zijn eerste goal voor AZ in de 1-0 overwinning op FC Emmen. Hij speelde 33 wedstrijden voor AZ dat seizoen en scoorde daarin twee keer. 
Op 5 juli 2021 tekende Martins Indi een vierjarig contract bij AZ, dat hem dus definitief overnam van Stoke City. Hij was tweede aanvoerder achter linksback Owen Wijndal. Toen Wijndal de zomer daarop vertrok naar Ajax werd Martins Indi de nieuwe aanvoerder van AZ. In de zevende speelronde raakte hij geblesseerd aan zijn bovenbeen, waardoor hij de rest van het seizoen moest missen. Op 24 september 2023 maakte hij, na een blessureduur van 1 jaar en 6 dagen, zijn rentree in de hoofdmacht van AZ.

## Clubstatistieken
| Seizoen        | Club           | Competitie     | Competitie | Competitie | Beker | Beker | Internationaal | Internationaal | Overig | Overig | Totaal | Totaal |
| Seizoen        | Club           | Competitie     | Wed.       | Dlp.       | Wed.  | Dlp.  | Wed.           | Dlp.           | Wed.   | Dlp.   | Wed.   | Dlp.   |
| -------------- | -------------- | -------------- | ---------- | ---------- | ----- | ----- | -------------- | -------------- | ------ | ------ | ------ | ------ |
| 2010/11        | Feyenoord      | Eredivisie     | 15         | 1          | –     | –     | 2              | 0              | –      | –      | 17     | 1      |
| 2011/12        | Feyenoord      | Eredivisie     | 29         | 1          | 2     | 0     | –              | –              | –      | –      | 31     | 1      |
| 2012/13        | Feyenoord      | Eredivisie     | 32         | 1          | 3     | 0     | 4              | 0              | –      | –      | 39     | 1      |
| 2013/14        | Feyenoord      | Eredivisie     | 26         | 2          | 3     | 0     | 2              | 0              | –      | –      | 31     | 2      |
| 2014/15        | FC Porto       | Primeira Liga  | 22         | 2          | 2     | 0     | 11             | 0              | –      | –      | 35     | 2      |
| 2015/16        | FC Porto       | Primeira Liga  | 23         | 0          | 3     | 0     | 7              | 0              | –      | –      | 33     | 0      |
| 2016/17        | → Stoke City   | Premier League | 35         | 1          | 2     | 0     | –              | –              | –      | –      | 37     | 1      |
| 2017/18        | Stoke City     | Premier League | 17         | 0          | 2     | 0     | –              | –              | –      | –      | 19     | 0      |
| 2018/19        | Stoke City     | Championship   | 37         | 1          | 4     | 0     | –              | –              | –      | –      | 41     | 1      |
| 2019/20        | Stoke City     | Championship   | 33         | 0          | 2     | 0     | –              | –              | –      | –      | 35     | 0      |
| 2020/21        | Stoke City     | Championship   | 2          | 0          | 3     | 0     | –              | –              | –      | –      | 5      | 0      |
| 2020/21        | → AZ           | Eredivisie     | 27         | 1          | 1     | 0     | 5              | 1              | –      | –      | 33     | 2      |
| 2021/22        | AZ             | Eredivisie     | 31         | 2          | 3     | 0     | 10             | 0              | 4      | 0      | 48     | 2      |
| 2022/23        | AZ             | Eredivisie     | 4          | 0          | 0     | 0     | 7              | 0              | –      | –      | 11     | 0      |
| 2023/24        | AZ             | Eredivisie     | 13         | 1          | 2     | 0     | 5              | 0              | 0      | 0      | 20     | 1      |
| Carrièretotaal | Carrièretotaal | Carrièretotaal | 346        | 13         | 32    | 0     | 53             | 1              | 4      | 0      | 435    | 14     |

## Interlandcarrière
Hij maakte zijn debuut in het Nederlands elftal op 15 augustus 2012 in het vriendschappelijke duel in en tegen België, dat met 4–2 verloren werd door Oranje. Zijn tweede wedstrijd was de kwalificatiewedstrijd tegen Turkije. In deze wedstrijd (2–0) startte hij in de basis, net als zijn Feyenoord-clubgenoten Jordy Clasie en Daryl Janmaat. Zijn eerste doelpunt voor het Nederlands elftal maakte hij in de kwalificatiewedstrijd voor het WK van 2014 tegen Hongarije. Hier scoorde hij na een voorzet van Wesley Sneijder het tweede doelpunt voor het Nederlands elftal. In de WK-kwalificatiewedstrijd, uit tegen Roemenië, maakte hij zijn tweede interlanddoelpunt.
Het WK 2014 in Brazilië begon Martins Indi met een basisplaats in de eerste twee wedstrijden. Op slag van rust werd hij in de tweede wedstrijd, tegen Australië, met een brancard van het veld gedragen na een overtreding van Tim Cahill. Martins Indi bleek een lichte hersenschudding te hebben opgelopen, waardoor hij de derde en laatste wedstrijd in de eerste ronde vanaf de zijlijn moest bijwonen. In de achtste finale kwam hij in de negende minuut in het veld voor de geblesseerde Nigel de Jong in de met 2–1 gewonnen wedstrijd tegen Mexico. Hij stond weer in de basis in de volgende wedstrijd; de kwartfinale tegen Costa Rica. Na de eerste verlenging werd hij bij een stand van 0–0 vervangen door pinchhitter Klaas-Jan Huntelaar. In de verloren halve finale tegen Argentinië was hij opnieuw vanaf het begin van de partij. In de pauze werd hij vervangen. Hij speelde wel weer in de met 3–0 van Brazilië gewonnen troostfinale, waardoor hij de bronzen medaille won.
Martins Indi werd op 3 september 2015 de eerste speler van het Nederlands elftal ooit die voor de tweede keer een directe rode kaart kreeg tijdens een interland. Hij werd die dag tijdens een EK-kwalificatiewedstrijd, thuis tegen IJsland, na tweeëndertig minuten van het veld gestuurd voor een slaande beweging in de richting van Kolbeinn Sigþórsson. Dezelfde straf kreeg hij ook op 4 september 2014. Toen maakte hij een overtreding in het eigen strafschopgebied op Simone Zaza tijdens een oefeninterland tegen Italië.
Op 4 juni 2017 speelde hij nog een interland, waarna hij vijf jaar niet meer werd geselecteerd. Pas in juni 2022 werd hij weer geselecteerd.
| Interlands van Bruno Martins Indi voor Nederland | Interlands van Bruno Martins Indi voor Nederland | Interlands van Bruno Martins Indi voor Nederland | Interlands van Bruno Martins Indi voor Nederland | Interlands van Bruno Martins Indi voor Nederland | Interlands van Bruno Martins Indi voor Nederland | Interlands van Bruno Martins Indi voor Nederland |
| №                                                | Datum                                            | Wedstrijd                                        | Uitslag                                          | Competitie                                       | Goals                                            | Assists                                          |
| Als speler van Feyenoord                         | Als speler van Feyenoord                         | Als speler van Feyenoord                         | Als speler van Feyenoord                         | Als speler van Feyenoord                         | Als speler van Feyenoord                         | Als speler van Feyenoord                         |
| ------------------------------------------------ | ------------------------------------------------ | ------------------------------------------------ | ------------------------------------------------ | ------------------------------------------------ | ------------------------------------------------ | ------------------------------------------------ |
| 1.                                               | 15 augustus 2012                                 | België – Nederland                               | 4 – 2                                            | Vriendschappelijk                                | 0                                                | 0                                                |
| 2.                                               | 7 september 2012                                 | Nederland – Turkije                              | 2 – 0                                            | Kwalificatie WK 2014                             | 0                                                | 0                                                |
| 3.                                               | 11 september 2012                                | Hongarije – Nederland                            | 1 – 4                                            | Kwalificatie WK 2014                             | 1                                                | 1                                                |
| 4.                                               | 12 oktober 2012                                  | Nederland – Andorra                              | 3 – 0                                            | Kwalificatie WK 2014                             | 0                                                | 0                                                |
| 5.                                               | 16 oktober 2012                                  | Roemenië - Nederland                             | 1 – 4                                            | Kwalificatie WK 2014                             | 1                                                | 0                                                |
| 6.                                               | 14 november 2012                                 | Nederland - Duitsland                            | 0 – 0                                            | Vriendschappelijk                                | 0                                                | 0                                                |
| 7.                                               | 6 februari 2013                                  | Nederland - Italië                               | 1 – 1                                            | Vriendschappelijk                                | 0                                                | 0                                                |
| 8.                                               | 22 maart 2013                                    | Nederland - Estland                              | 3 – 0                                            | Kwalificatie WK 2014                             | 0                                                | 0                                                |
| 9.                                               | 26 maart 2013                                    | Nederland - Roemenië                             | 4 – 0                                            | Kwalificatie WK 2014                             | 0                                                | 0                                                |
| 10.                                              | 14 augustus 2013                                 | Portugal – Nederland                             | 1 – 1                                            | Vriendschappelijk                                | 0                                                | 0                                                |
| 11.                                              | 6 september 2013                                 | Estland – Nederland                              | 2 – 2                                            | Kwalificatie WK 2014                             | 0                                                | 0                                                |
| 12.                                              | 15 oktober 2013                                  | Turkije - Nederland                              | 0 – 2                                            | Kwalificatie WK 2014                             | 0                                                | 0                                                |
| 13.                                              | 5 maart 2014                                     | Frankrijk - Nederland                            | 2 – 0                                            | Vriendschappelijk                                | 0                                                | 0                                                |
| 14.                                              | 17 mei 2014                                      | Nederland - Ecuador                              | 1 – 1                                            | Vriendschappelijk                                | 0                                                | 0                                                |
| 15.                                              | 31 mei 2014                                      | Nederland – Ghana                                | 1 – 0                                            | Vriendschappelijk                                | 0                                                | 0                                                |
| 16.                                              | 4 juni 2014                                      | Nederland – Wales                                | 2 – 0                                            | Vriendschappelijk                                | 0                                                | 0                                                |
| 17.                                              | 13 juni 2014                                     | Spanje – Nederland                               | 1 – 5                                            | WK 2014                                          | 0                                                | 0                                                |
| 18.                                              | 18 juni 2014                                     | Australië – Nederland                            | 2 – 3                                            | WK 2014                                          | 0                                                | 0                                                |
| 19.                                              | 29 juni 2014                                     | Nederland - Mexico                               | 2 – 1                                            | WK 2014                                          | 0                                                | 0                                                |
| 20.                                              | 5 juli 2014                                      | Nederland - Costa Rica                           | 0 – 0 (4–2 na strafschoppen)                     | WK 2014                                          | 0                                                | 0                                                |
| 21.                                              | 9 juli 2014                                      | Nederland - Argentinië                           | 0 – 0 (2–4 na strafschoppen)                     | WK 2014                                          | 0                                                | 0                                                |
| 22.                                              | 12 juli 2014                                     | Brazilië - Nederland                             | 0 – 3                                            | WK 2014                                          | 0                                                | 0                                                |
| Als speler van FC Porto                          |                                                  |                                                  |                                                  |                                                  |                                                  |                                                  |
| 23.                                              | 4 september 2014                                 | Italië - Nederland                               | 2 – 0                                            | Vriendschappelijk                                | 0                                                | 0                                                |
| 24.                                              | 9 september 2014                                 | Tsjechië - Nederland                             | 2 – 1                                            | Kwalificatie EK 2016                             | 0                                                | 0                                                |
| 25.                                              | 10 oktober 2014                                  | Nederland - Kazachstan                           | 3 – 1                                            | Kwalificatie EK 2016                             | 0                                                | 0                                                |
| 26.                                              | 13 oktober 2014                                  | IJsland - Nederland                              | 2 – 0                                            | Kwalificatie EK 2016                             | 0                                                | 0                                                |
| 27.                                              | 28 maart 2015                                    | Nederland - Turkije                              | 1 – 1                                            | Kwalificatie EK 2016                             | 0                                                | 0                                                |
| 28.                                              | 31 maart 2015                                    | Nederland - Spanje                               | 2 – 0                                            | Vriendschappelijk                                | 0                                                | 0                                                |
| 29.                                              | 5 juni 2015                                      | Nederland - Verenigde Staten                     | 3 – 4                                            | Vriendschappelijk                                | 0                                                | 0                                                |
| 30.                                              | 12 juni 2015                                     | Letland - Nederland                              | 0 – 2                                            | Kwalificatie EK 2016                             | 0                                                | 0                                                |
| 31.                                              | 3 september 2015                                 | Nederland - IJsland                              | 0 – 1                                            | Kwalificatie EK 2016                             | 0                                                | 0                                                |
| Als speler van Stoke City                        |                                                  |                                                  |                                                  |                                                  |                                                  |                                                  |
| 32.                                              | 25 maart 2017                                    | Bulgarije - Nederland                            | 2 – 0                                            | Kwalificatie WK 2018                             | 0                                                | 0                                                |
| 33.                                              | 28 maart 2017                                    | Nederland - Italië                               | 1 – 2                                            | Vriendschappelijk                                | 0                                                | 0                                                |
| 34.                                              | 4 juni 2017                                      | Nederland – Ivoorkust                            | 5 – 0                                            | Vriendschappelijk                                | 0                                                | 0                                                |
| Als speler van AZ Alkmaar                        |                                                  |                                                  |                                                  |                                                  |                                                  |                                                  |
| 35.                                              | 8 juni 2022                                      | Wales – Nederland                                | 1 – 2                                            | UEFA Nations League 2022/23                      | 0                                                | 0                                                |
| 36.                                              | 14 juni 2022                                     | Nederland – Wales                                | 3 – 2                                            | UEFA Nations League 2022/23                      | 0                                                | 0                                                |

Bijgewerkt op 14 juni 2022.
1 Owusu-Oduro ·
3 Goes ·
4 Martins Indi  ·
5 Penetra ·
6 Koopmeiners ·
8 Clasie ·
9 Parrott ·
10 Mijnans ·
11 Sadiq ·
12 Verhulst ·
13 Westerveld ·
14 Belić ·
16 Maikuma ·
17 Addai ·
18 Møller Wolfe ·
21 Poku ·
22 Dekker ·
23 Lahdo ·
24 Schouten ·
26 Smit ·
28 Buurmeester ·
30 Kasius ·
31 Deen ·
34 De Wit ·
35 Meerdink ·
37 Daal ·
41 Zoet ·
Coach: Martens
· Assistent-trainer: Franssen
· Assistent-trainer: Goudmijn
· Assistent-trainer: Sierksma
· Keeperstrainer: Van Aart
1 Cillessen ·
2 Vlaar ·
3 De Vrij ·
4 Martins Indi ·
5 Blind ·
6 De Jong ·
7 Janmaat ·
8 De Guzman ·
9 Van Persie  ·
10 Sneijder ·
11 Robben ·
12 Verhaegh ·
13 Veltman ·
14 Kongolo ·
15 Kuijt ·
16 Clasie ·
17 Lens ·
18 Fer ·
19 Huntelaar ·
20 Wijnaldum ·
21 Depay ·
22 Vorm ·
23 Krul ·
Coach: Van Gaal
1 Zoet ·
2 Van Rhijn ·
3 De Vrij ·
4 Martins Indi ·
5 Blind ·
6 Clasie ·
7 Jozefzoon ·
8 Strootman ·
9 De Jong ·
10 Maher ·
11 John ·
12 Leerdam ·
13 Van der Hoorn ·
14 Nuytinck ·
15 Wijnaldum ·
16 Bizot ·
17 Fer ·
18 Van Ginkel ·
19 Vilhena ·
20 Van Aanholt ·
21 Hoesen ·
22 Depay ·
23 Marsman ·
Coach: Pot